# Žučica
Žučica (žućica, žukica, zanovjet, zanovet, naglen, žest lat. Cytisus), biljni rod iz porodice bobovki (Fabaceae). Postoji oko sedamdesetak vrsta, a desetak ih raste i u Hrvatskoj: polegnuta žućica (C. procumbens), metlasta žućica (C. scoparius), rutava žućica (C. villosus),  žuti rabuželj (Cytisus nigricans, sin. Lembotropis nigricans) i još neke.
Rod Chamaecytisus kod nekih autora je priznat, kod drugih je sinonim za ovaj rod. Hrvatski naziv za Chamaecytisus je zanovjet.
Vrste roda Lembotropis (hrv. rabuželj), sinonim  je za ovaj rod.

## Vrste
1. Cytisus absinthioides Janka
2. Cytisus acutangulus Jaub. & Spach
3. Cytisus aeolicus Guss. ex Lindl.
4. Cytisus agnipilus Velen.
5. Cytisus albus Hacq., bijeli zanovjet
6. Cytisus anatolicus (Güner) Vural
7. Cytisus angulatus (L.) Boiss. ex Spach
8. Cytisus arboreus (Desf.) DC.
9. Cytisus ardoinoi E.Fourn.
10. Cytisus austriacus L., austrijski zanovjet
11. Cytisus balansae (Boiss.) Ball
12. Cytisus banaticus Griseb. & Schenk
13. Cytisus benehoavensis (Bolle) Svent.
14. Cytisus blockianus Pawl.
15. Cytisus borysthenicus Gruner
16. Cytisus cantabricus  (Willk.)  Bubani
17. Cytisus cassius Boiss.
18. Cytisus commutatus (Willk.) Briq.
19. Cytisus danubialis Velen.
20. Cytisus decumbens (Durande) Spach, povaljena žućica
21. Cytisus dieckii (Lange) Fern.Prieto, Nava, Fern.Casado, M.Herrera, Bueno Sánchez, Sanna & Cires
22. Cytisus dirmilensis (Hub.-Mor.) comb.ined.
23. Cytisus drepanolobus Boiss.
24. Cytisus elongatus Waldst. & Kit., duguljasti zanovjet
25. Cytisus emeriflorus Rchb.
26. Cytisus eriocarpus Boiss.
27. Cytisus filipes Webb
28. Cytisus fontanesii Spach ex Ball
29. Cytisus frivaldszkyanus Degen
30. Cytisus grandiflorus (Brot.) DC.
31. Cytisus gueneri (H.Duman, Baser & Malyer) Vural
32. Cytisus heuffelii Wierzb. ex Griseb. & Schenk
33. Cytisus hirsutus L., dlakavi zanovjet
34. Cytisus jankae Velen.
35. Cytisus korabensis (Pifkó & Barina) comb.ined.
36. Cytisus kovacevii Velen.
37. Cytisus leiocarpus A.Kern., šuplji zanovjet
38. Cytisus lotoides Pourr.
39. Cytisus mollis (Cav.) Jahand. & Maire
40. Cytisus multiflorus (L'Her.) Sweet
41. Cytisus nejceffii (Urum.) Rothm.
42. Cytisus nigricans L.
43. Cytisus orientalis Loisel.
44. Cytisus oromediterraneus Rivas Mart., T.E.Díaz, Fern.Prieto, Loidi & Penas
45. Cytisus osyrioides Svent.
46. Cytisus paczoskii V.I.Krecz.
47. Cytisus platycarpus (Maire) Rothm.
48. Cytisus podolicus Blocki
49. Cytisus ponomarjovii Seredin
50. Cytisus prietoi Bueno Sánchez, Fern.Casado & Nava
51. Cytisus procumbens (Willd.) Spreng., polegnuta žućica
52. Cytisus prolifer L.f.
53. Cytisus pseudojankae (Pifkó & Barina) comb.ined.
54. Cytisus pseudoprocumbens Markgr., gola žućica
55. Cytisus pterocladus Boiss.
56. Cytisus pulvinatus Quezel
57. Cytisus pumilus De Not.
58. Cytisus purpureus Scop., purpurni zanovjet
59. Cytisus pygmaeus Willd.
60. Cytisus ratisbonensis Dieterichs ex Schaeff., Regensburški zanovjet
61. Cytisus rochelii Griseb. & Schenk
62. Cytisus ruthenicus Fisch. ex Wolosz.
63. Cytisus scoparius (L.) Link, metlasta žućica
64. Cytisus spinescens C.Presl, trnoviti zanovjet
65. Cytisus striatus (Hill) Rothm.
66. Cytisus supinus L., polegli zanovjet
67. Cytisus supranubius (L.f.) Kuntze
68. Cytisus tommasinii Vis.
69. Cytisus triflorus Lam.,  trocvjetni zanovjet
70. Cytisus villosus Pourr., rutava žućica
71. Cytisus wulffii V.I.Krecz.
72. Cytisus zingeri (Nenukow ex Litv.) V.I.Krecz.
73. Cytisus ×boskoopii Auvray & Le Gloanic
74. Cytisus ×burgalensis (Sennen & Elías) Mateo & M.B.Crespo
75. Cytisus ×cetius Beck
76. Cytisus ×czerniaevii V.I.Krecz.
77. Cytisus ×millenii Borbás
78. Cytisus ×pseudorochelii Simonk.
79. Cytisus ×versicolor Dippel
80. Cytisus ×virescens (Kovács ex Neilr.) comb.ined.